# 李應龍
李應龍（？—？），遼東人，清朝政治人物、監生出身。
康熙年間，監生出身。康熙二十二年，擔任山西介休縣知縣。